# ایستگاه متروی امام خمینی
ایستگاه مترو امام خمینی، یکی از ایستگاه‌های خط ۱ و ۲ مترو تهران است و یکی از شلوغ‌ترین ایستگاه‌های مترو تهران است. این ایستگاه در ضلع جنوب غربی میدان امام خمینی(توپخانه) واقع شده است.

## مشخصات
این ایستگاه در تاریخ ۳ اسفند ۱۳۷۸ رسماً مورد بهره‌برداری قرار گرفت و به نوعی، ایستگاه اصلی مترو تهران محسوب می‌شود که در ۱۳۹۱ پس از ایستگاه متروی صادقیه شلوغ‌ترین ایستگاه مترو کشور شد. این ایستگاه در عمق ۱۹٫۲۵ متری زمین ساخته شده و مساحت آن ۱۷۹۶۵ متر مربع است. این ایستگاه همچنین مجهز به آسانسور برای تردد معلول‌ها جسمی - حرکتی است.

## ورودی‌ها

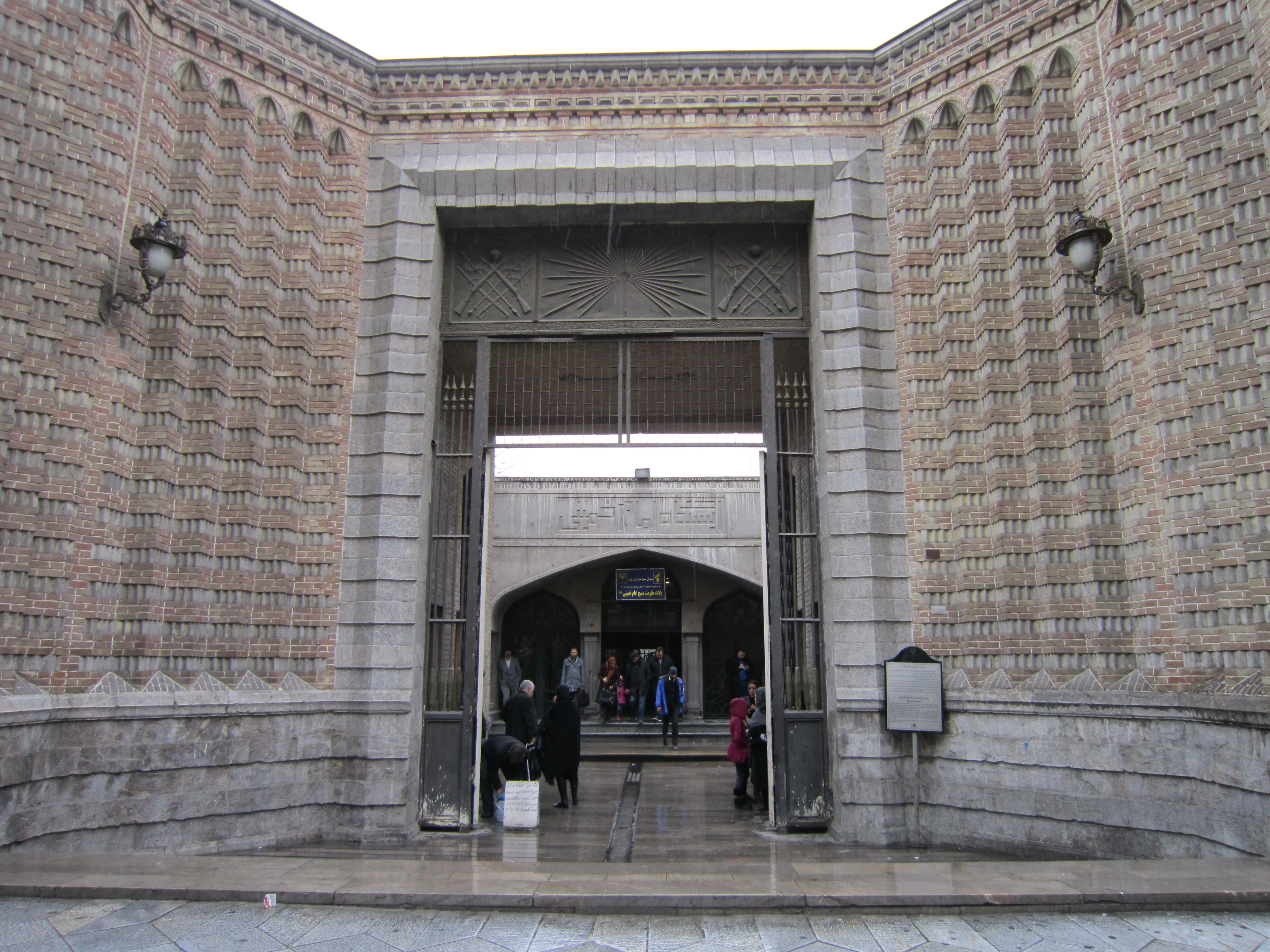
سردر قورخانه که امروزه یکی از ورودی‌های این ایستگاه است.

ایستگاه امام خمینی دارای پنج ورودی می‌باشد که عبارت‌اند از: گوشه شمالی، گوشه جنوب باختری و گوشه باختری میدان توپخانه، خیابان امام خمینی (خیابان سپه) و خیابان خیام. ورودی‌ها این ایستگاه به میدان توپخانه و خیابان باب همایون  منتهی می‌شوند.

## جستارها وابسته
- مترو
- مترو تهران